# Комната для ползунков
«Комната для ползунков» (англ. Romper Room) — американский детский телесериал, который выпускался по франшизе и синдицировался с 1953 по 1994 год.
Программа была ориентирована на дошкольников (детей в возрасте пяти лет и младше). Создана и спродюсирована Бертом Клейстером и его женой-ведущей Нэнси Клейстер из Claster Television.
В 1981 году формат Romper Room был пересмотрен и переименован в Romper Room and Friends.